# Jörg Schneider (Paläontologe)
Jörg Walter Herbert Schneider (* 23. August 1948 in Schwarza bei Blankenhain) ist ein deutscher Paläontologe.

## Leben
Jörg Schneider studierte (nachdem er zunächst in der Erdgas-Exploration in Thüringen tätig war) von 1968 bis zum Diplom 1972 an der Bergakademie Freiberg Geologie und Paläontologie, wurde dort 1977 promoviert (Zur Taxonomie und Biostratigraphie der Blattodea (Insecta) des Siles und Rotliegenden der DDR) und war Assistent von Arno Hermann Müller. 1981 habilitierte er sich (Die Phylogenie der Blattodea und die Arealdynamik der Entomofauna im Jungpaläozoikum) und 1987 wurde er Professor für Paläontologie an der Bergakademie Freiberg und nach Neuausschreibung der dortigen Professuren 1992 Universitätsprofessor, wobei er maßgebend dazu beitrug, nach der Wende 1989 die Geologie und Paläontologie an der TU Freiberg/Sachsen in Gesamtdeutschland zu etablieren. An der Universität Kazan in Tatarstan, Russland, ist er seit Juni 2014 Professor und Chef eines Forschungsteams. 1999 bis 2001 war er Vizepräsident der Paläontologischen Gesellschaft.
Zu seinen Doktoranden gehören u. a. Ilja Kogan und Ronny Rößler. Anfang 2016 wurde er emeritiert, ist aber weiterhin an der TU Freiberg aktiv.

## Forschungsschwerpunkte
Neben fossilen Insekten befasst er sich auch mit fossilen Fischen (überwiegend ebenfalls aus dem Karbon und Perm), mit Biostratigraphie und Paläoökologie von eigentlich als fossilarm angesehenen Rotsedimenten des Karbon und Perm (Rotliegend) und damit verbundener Extrembiotope sowie auch dem Buntsandstein der germanischen Trias.

## Mitgliedschaften
- Paläontologische Gesellschaft
- IUGS-Subkommission Perm-Stratigraphie, in der er Vizepräsident ist (2014).

## Erstbeschreibungen (Auswahl)
- Familie:
- Pleurojulidae SCHNEIDER & WERNEBURG 1998
- Gattung:
- Kashmirosaurus WERNEBURG & SCHNEIDER 1996
- Pleurojulus SCHNEIDER & WERNEBURG 1998
- Art:
- Pleurojulus steuri SCHNEIDER & WERNEBURG 1998

## Ehrungen
- 1992 wurde nach ihm die Art Sclerocephalus jogischneideri WERNEBURG 1992 benannt[2]
- 2017 wurde er Ehrenmitglied der Paläontologischen Gesellschaft und erhielt die Serge-von-Bubnoff-Medaille.

## Schriften (Auswahl)
- Zur Taxonomie und Biostratigraphie der Blattodea (Insecta) des Karbon und Perm der DDR. Freiberger Forschungshefte 1978
- mit Spencer G. Lucas, G. Cassinis (Hrsg.): Non-marine Permian Biostratigraphy and Biochronology. Geological Society Special Publications, 265, 2006
- Herausgeber mit Christopher J. Cleal und Olaf Elicki: Late palaeozoic terrestrial environments (Perm-Carboniferous,  Terrestrial Environments, Palaeontology, Sedimentology), Z. Dt. Ges. Geowiss., 156, Heft 3, 2005
- mit Frank Körner, Marco Roscher, Uwe Kroner: Permian climate development in the northern peri-Tethys area – The Lodève basin, French Massif Central, compared in a European and global context. In: Palaeogeography, Palaeoclimatology, Palaeoecology, 240(1-2), Amsterdam 2006, S. 161–183
- mit Ralf Werneburg: Der Saurierkalkstein von Niederhäslich im Döhlen-Becken bei Dresden, in Werner K. Weidert, Klassische Fundstellen der Paläontologie, Band 4, Goldschneck Verlag 2001

Siehe auch die in Rotliegend angeführte Literatur.